# Viva la Vida or Death and All His Friends
Viva La Vida Or Death And All His Friends je název čtvrtého studiového alba britské skupiny Coldplay, které bylo v České republice vydáno 13. června 2008 (ve Velké Británii a severní Americe o den dříve). V roce 2008 bylo nejprodávanějším albem na světě, když se ho prodalo 6,6 milionu kopií, v roce 2009 pak dalších 1,5 milionu kopií.

## Seznam skladeb
1. Life in Technicolor - 2:29
2. Cemeterie of London - 3:21
3. Lost! - 3:55
4. 42 - 3:57
5. Lovers in Japan - 6:51
6. Yes - 7:06
7. Viva La Vida - 4:01
8. Violet Hill - 3:42
9. Strawberry Swing - 4:09
10. Death and All His Friends - 6:18